# Garnet (nome)
Garnet  è un nome proprio di persona inglese maschile e femminile.

## Varianti
- Femminili: Garnette[1][3]

## Origine e diffusione

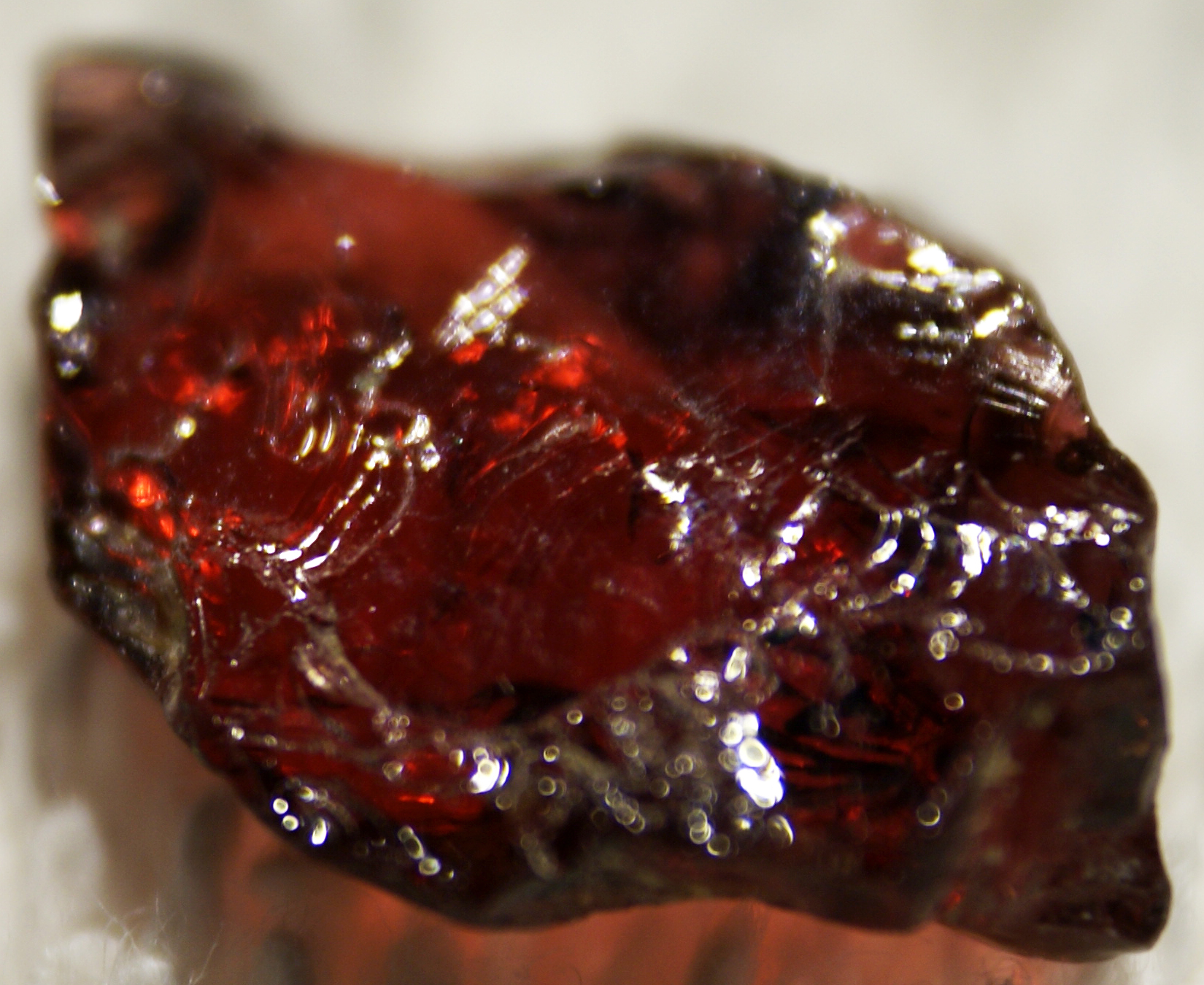
Un frammento di granato

Garnet nasce come nome maschile nel XVII secolo, come adozione dell'omonimo cognome inglese, che ha molteplici origini:
- Da Guarinot e Warinot, diminutivi medievali del nome Warren[1]
- Dal nome normanno Guarin[2]
- Dal francese antico garnetier, indicante sia il custode di un granaio[1], sia il fabbricante di un determinato tipo di cardini per porte (garnet in inglese, carne in francese antico)[1][2]

A partire dal XIX secolo, Garnet si è diffuso come nome femminile, in parte con la stessa origine del maschile, ma principalmente riprendendo il nome del granato (in inglese appunto garnet), una pietra preziosa; l'etimologia, in questo caso, rimanda, tramite il francese antico gernat e grenat, al latino granatum, che indicava originariamente il melograno e il colore rosso scuro e poi, per associazione, la gemma.

## Onomastico
L'8 novembre si ricorda san Gervadio, un eremita scozzese noto anche, in inglese, con vari nomi tra cui quello di saint Garnet; il 23 giugno è invece la ricorrenza di san Thomas Garnet, uno dei quaranta martiri d'Inghilterra e Galles, ucciso a Southwark dopo essere stato implicato nella Congiura delle polveri.

## Persone

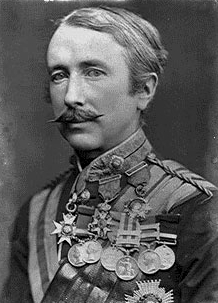
Garnet Wolseley

### Maschile
- Garnet Ault, nuotatore canadese
- Garnet Bailey, hockeista su ghiaccio e allenatore di hockey su ghiaccio canadese
- Garnet Richardson, giocatore di curling canadese
- Garnet Wolseley, generale britannico

## Il nome nelle arti
- Garnet Til Alexandros XVII è un personaggio del videogioco Final Fantasy IX.